# Amara alpina
Amara alpina (лат.) — вид заполярных жуков из семейства жужелиц и подсемейства харпалин (Harpalinae). Один из немногих «истинно» арктических представителей отряда жесткокрылые.

## Распространение
Тундра северной Евразии и Северной Америки. Ископаемые остатки времён оледенения (79 000—91 000 лет) найдены на северо-западном побережье Гренландии и на Чукотке (26 000 лет). Современное распространение: Аляска (США), арктические острова и тундра Канады; Финляндия, Великобритания, Норвегия, Россия (Кольский полуостров, Вайгач, Канин (полуостров), Новая Земля, Камчатка, Магаданская область, Северный Урал, Якутия, Ямал; Бурятия, Забайкалье, Восточные Саяны, Тува).

## Описание
Длина около 10 мм (7,3—11,5 мм). Чёрный, иногда с красноватыми ногами.
Вид был впервые описан в 1790 году шведским энтомологом, поэтом и академиком Густавом Пайкулем (Gustaf von Paykull, 1757—1826).
Вид имеет локальное распространение, характерен для нагорных биотопов с альпийской и арктической растительностью. Например в Скандинавии обнаружен на участках с такими растениями как берёза карликовая (Betula nana), беквичия ледниковая (Ranunculus glacialis), толокнянка альпийская (Arctostaphylos alpina), ива травянистая (Salix herbacea), Harrimanella hypnoides, водяника (Empetrum), Luzula arcuata.
Полиморфный вид с тенденцией к редуцированию задних перепончатых крыльев. Этот вид никогда не наблюдали летающим и, вероятно, это и не позволило ему после ледникового периода заселить, например, побережье Гренландии. На этом острове имеется немало подходящих для Amara alpina биотопов, которые покрывают огромные районы в южной половине Гренландии. Более того, там встречается четыре вида жужелиц, все с более южным общим типом ареала (Nebria rufescens Strom, Patrobus septentrionis Dejean, Bembidion grapii (= grapei) Gyllenhal, и Trichocellus cognatus (Gyllenhal) и эндемичный стафилин Atheta groenlandica.